# Julia Sandoval
Julia Sandoval, née Julia Delia Toscano Barrientos le 3 décembre 1928 à Buenos Aires (Argentine) et morte le 27 octobre 2023, est une actrice et chanteuse argentine.

## Filmographie
- Condena perpetua (2005)
- Subí que te llevo (1980)
- Dos locos en el aire (1976)
- Seguro de castidad (1974)
- ¡Quiero besarlo señor! (1973)
- Amalio Reyes, un hombre (1970)
- Psique y sexo (1965)
- Cuidado con las colas
- La fin del mundo (1963)
- Tres alcobas (1962)
- Detrás de la mentira (1962)
- Dr. Cándido Pérez, Sras. (1962)
- Interpol llamando a Río (1962)
- El romance de un gaucho (1961)
- Creo en ti (1960)
- Mi esqueleto (1959)
- Amor se dice cantando (1958)
- Historia de una carta (1957)
- El tango en París (1956)
- Edad difícil (1956)
- Los tallos amargos (1956)
- Horizontes de piedra (1956)
- La dama del millón (1956)
- Vida nocturna (1955)
- Guacho (1954)
- En cuerpo y alma (1953)
- Rescate de sangre (1952)
- La última escuadrilla (1951)
- Mujeres en sombra (1951)
- El hermoso Brummel (1951)
- La barra de la esquina (1950)
- Nace la libertad (1949)
- Nunca te diré adiós (1947)
- El misterio del cuarto amarillo  (1947)
- Los hijos del otro (1947)
- El gran amor de Bécquer (1946)
- Celos (1946)
- María Rosa (1946)
- Milagro de amor (1946)
- Delirio (1944)
- Cuando florezca el naranjo (1943)